# Poligram
Poligram – zapis łącznej rejestracji EEG, EOG i EMG.